# San Onofre
San Onofre è un comune della Colombia facente parte del dipartimento di Sucre.
L'abitato venne fondato da Antonio de la Torre y Miranda nel 1774, mentre l'istituzione del comune è del 31 luglio 1839.